# Jetzt (Onlinemagazin)
Jetzt (Eigenschreibweise jetzt) ist ein Onlinemagazin der Süddeutschen Zeitung, das sich an 18- bis 35-Jährige richtet. Von 1993 bis 2002 erschien es als wöchentliche Beilage der Süddeutschen Zeitung und von 2011 bis 2017 als vierteljährliche Beilage.

## Printausgabe
Am 17. Mai 1993 erschien erstmals das jetzt-Magazin als Beilage der Süddeutschen Zeitung. Es lag fortan jeder Montagsausgabe bei und gewann zahlreiche Preise. Das Magazin galt als Spiegelbild der Jugendkultur und authentische Stimme der Jugend. Aus Kostengründen wurde es am 22. Juli 2002 eingestellt.
Die ehemaligen Redaktionsleiter Timm Klotzek, Michael Ebert und Mirko Borsche entwickelten anschließend die Zeitschrift Neon, die ab dem 23. Juni 2003 als Ableger der Zeitschrift Stern bei Gruner + Jahr erschien.
Ab März 2011 erschien das jetzt-Magazin vierteljährlich als Beilage der Süddeutschen Zeitung. Im Dezember 2017 wurde die Print-Beilage wieder eingestellt.

## Onlinemagazin
Die Website jetzt.de blieb auch nach der Einstellung der Printausgabe bestehen. Dort erhielten junge Menschen die Möglichkeit, online Texte zu veröffentlichen. Bis Januar 2016 erschien jeden Montag eine jetzt.de-Seite im überregionalen Teil der Süddeutschen Zeitung und jeden Mittwoch eine in der Münchener Lokalausgabe. Im Dezember 2005 und im November 2010 wurde die Website überarbeitet. Am 25. Januar 2016 fand ein umfassender inhaltlicher und optischer Relaunch der Website statt. Aus jetzt.de wurde jetzt. Nutzerbeiträge werden seitdem nicht mehr veröffentlicht. Neben fortlaufenden Kolumnen, wie der WhatsApp-Kolumne, veröffentlicht jetzt vor allem längere Recherchen und Lesestücke rund um die junge Lebenswelt.

### User-generated content
Ab Juli 2001 bot jetzt.de an, Beiträge der angemeldeten Benutzer quasi gleichwertig mit Inhalten der Redaktion zu präsentieren. Auch konnten sich die Nutzer untereinander austauschen. Somit war jetzt.de bereits 2001 prinzipiell das, was später mit den Ausdrücken User-generated content und Soziale Medien bezeichnet wurde. Der damalige Chefredakteur Dirk von Gehlen bezeichnet die Zeit von 2002 bis 2007 als Hochphase der Website, in der sich die Nutzerzahl verdreifachte.
User-Beiträge auf jetzt.de wurden als Beispiele für Sprachpraxis Jugendlicher und junger Erwachsener herangezogen, wie beispielsweise in Björn Bohnenkamps Publikation Doing Generation. Journalist und Sachbuchautor Daniel Erk begann mit dem Schreiben als Nutzer von jetzt.de. Der Autor Andreas Giese bezeichnete 2009 jetzt.de und den Bildblog als die bekanntesten deutschsprachigen Blog-Websites überhaupt. In dem bei Giese abgebildeten Screenshot ist das typische Vokabular von jetzt.de zu finden, wie zum Beispiel die Bezeichnung der Website als Kosmos. 
„Jetzt-Kosmos“ wird auch von Björn Bohnenkamp und Nea Matzen verwendet. Ein typischer User-Beitrag wurde als Tagebucheintrag bezeichnet, was in etwa einem Blogpost entspricht. Der Großteil der Inhalte des Jetzt-Kosmos ist jetzt nicht mehr verfügbar. Dennoch sind auf der Website der Süddeutschen Zeitung noch ausgewählte Tagebucheinträge nachzulesen. Ein für jetzt.de typischer Text aus der Frühphase der Website ist der Tagebucheintrag  mit dem Titel ...und verschiedene Drogen probierten mich aus von jetzt.de-User fukusushi.

## Redaktionsleiter
- 1993–1995: Bettina Wündrich
- 1995–1998: Philip Reichardt
- 1999–2000: Rudolf Spindler
- 2000–2001: Timm Klotzek
- 2001–2002: Timm Klotzek und Michael Ebert
- 2002–2013: Dirk von Gehlen
- 2013–2019: Christian Helten
- 2019–2021: Charlotte Haunhorst
- seit 2021: Lara Thiede

## Auszeichnungen
- 2002: Grimme Online Award „Förderpreis Medienkompetenz Professional“ für jetzt.de[19]
- 2006: Grimme Online Award Information für jetzt.de[20]
- 2007: Axel-Springer-Preis, Sonderpreis Internetjournalismus[21]